# سيمون كامبل
سيمون كامبل (بالإنجليزية: Simon Campbell)‏ هو كيميائي بريطاني، ولد في 27 مارس 1941.